# Holomitrium mucronatum
Holomitrium mucronatum är en bladmossart som beskrevs av Thériot 1910. Holomitrium mucronatum ingår i släktet Holomitrium och familjen Dicranaceae. Inga underarter finns listade i Catalogue of Life.